# Ізотовський рух
Ізо́товський рух — одна з форм соціалістичного змагання у роки 2-ї п'ятирічки (1933—1937 роки) за підвищення продуктивності праці у виробництві за рахунок умілішого використання нової техніки.
Зміст руху полягав у тому, щоб навчати і підвищувати кваліфікацію робітників шляхом їх виробничого інструктажу на робочому місці.

## Історія руху
Зачинателем руху став вибійник шахти № 1 «Кочегарка» (м. Горлівка) Микита Ізотов. У січні 1932 року він виконав план з видобутку вугілля на 562%, у травні на 558%, у червні на 2000% (607 тонн вугілля за 6 годин). Метод Ізотова полягав у ретельному вивченні вугільного шару, вмінні швидко робити кріплення гірничого виробітку, чіткій організації праці, утриманні інструментів у порядку.
11 травня 1932 року Ізотов розповів про свої методи роботи у газеті «Правда»; ця стаття власне і започаткувала ізотовський рух. Тисячі вибійників виявили бажання перейняти досвід. Перша ділянка-школа («ізотовська школа») була організована в січні 1933 року на дільниці № 7 шахти № 1 «Кочегарка». Ізотов проводив інструктажі безпосередньо на робочому місці, показував шахтарям прийоми високопродуктивної праці.

## Значення руху
Ізотовський рух набув широкої популярності по всій країні. Сотні «ізотовських шкіл» з'явилися і в інших галузях промисловості. Організаторів шкіл і тих, хто працював за новими методами, називали ізотовцями. Рух сприяв підвищенню технічного рівня робітників провідних професій у гірничій та металургійній галузях, значно вплинув на підготовку та підвищення кваліфікації молодих робітників. Цей рух увійшов в історію як масовий рух за високопродуктивну працю та став провісником стаханівського руху.